# Louis Maimbourg

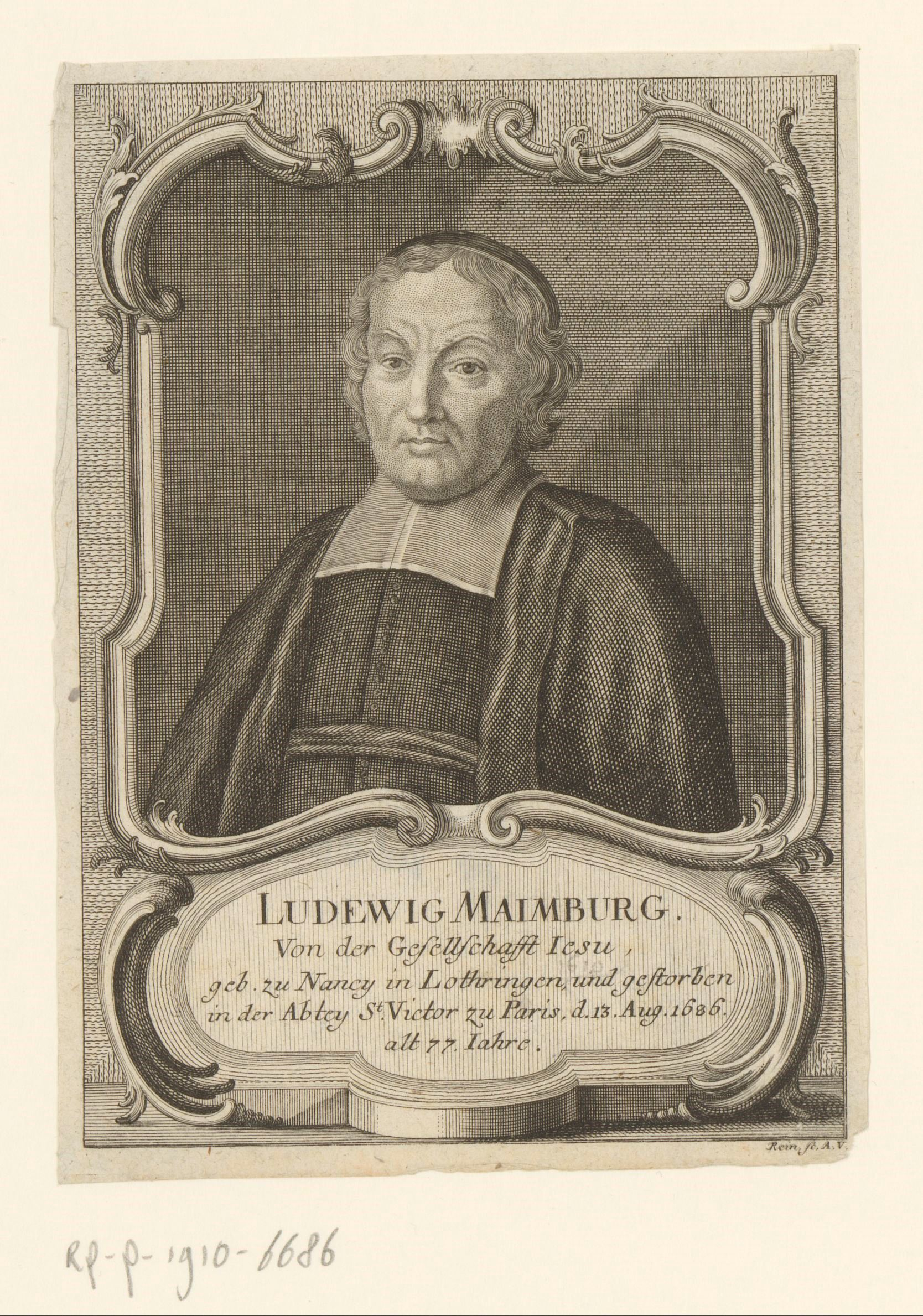
Louis Maimbourg

Louis Maimbourg (em latim: Ludovicus Mamburgus; (10 de janeiro de 1610 - Paris, 13 de agosto de 1686) foi um jesuíta e historiador francês.

## Biografia
Nascido em Nancy, Maimbourg entrou na Companhia de Jesus aos dezesseis anos e, depois de estudar em Roma, tornou-se mestre clássico no colégio jesuíta de Rouen. Posteriormente, ele se dedicou à pregação, mas com sucesso moderado. Depois de ter participado de pequenas controvérsias, ele se jogou com energia na disputa que havia surgido quanto às liberdades galicanas; por seu Traité historique de l'établissement et des prérogatives de l'Eglise de Rome et de ses évêques (1682), ele foi expulso da Fraternidade por ordem de Inocêncio XI, mas recompensado por Luís XIV com uma residência na abadia de São Vítor, Paris, e uma pensão.

## Obras
Suas numerosas obras incluem histórias do arianismo, a controvérsia iconoclasta, o Grande Cisma de 1054, luteranismo, anglicanismo, calvinismo e dos pontificados de Leão I e Gregório I. Essas obras são compilações, escritas em um estilo muito animado e atraente, mas conhecidas por suas imprecisões. Seu trabalho sobre as Cruzadas, Histoire des Croisades pour la délivrance de la Terre Sainte (1675), foi uma história populista e monarquista das Cruzadas de 1195 a 1220, e é considerado como o primeiro uso do termo "cruzada". Foi traduzido para o inglês em 1684 pelo historiador John Nalson. Sua Histoire du calvinisme (1682) agitou os católicos franceses contra os protestantes franceses, provocando uma resposta feroz de Pierre Jurieu (1683) e uma demolição calma de seu método histórico por Pierre Bayle em sua Critique général de l'histoire du calvinisme de Maimbourg (1682).